# Búteo-de-cauda-vermelha
O búteo-de-cauda-vermelha (Buteo jamaicensis), búteo-calçado ou mioto-da-Jamaica é uma espécie de ave de rapina existente na América do Norte. Ambos os sexos têm plumagem e peso semelhante. Os adultos possuem caudas mais pequenas e uma envergadura de asas maiores que os juvenis.

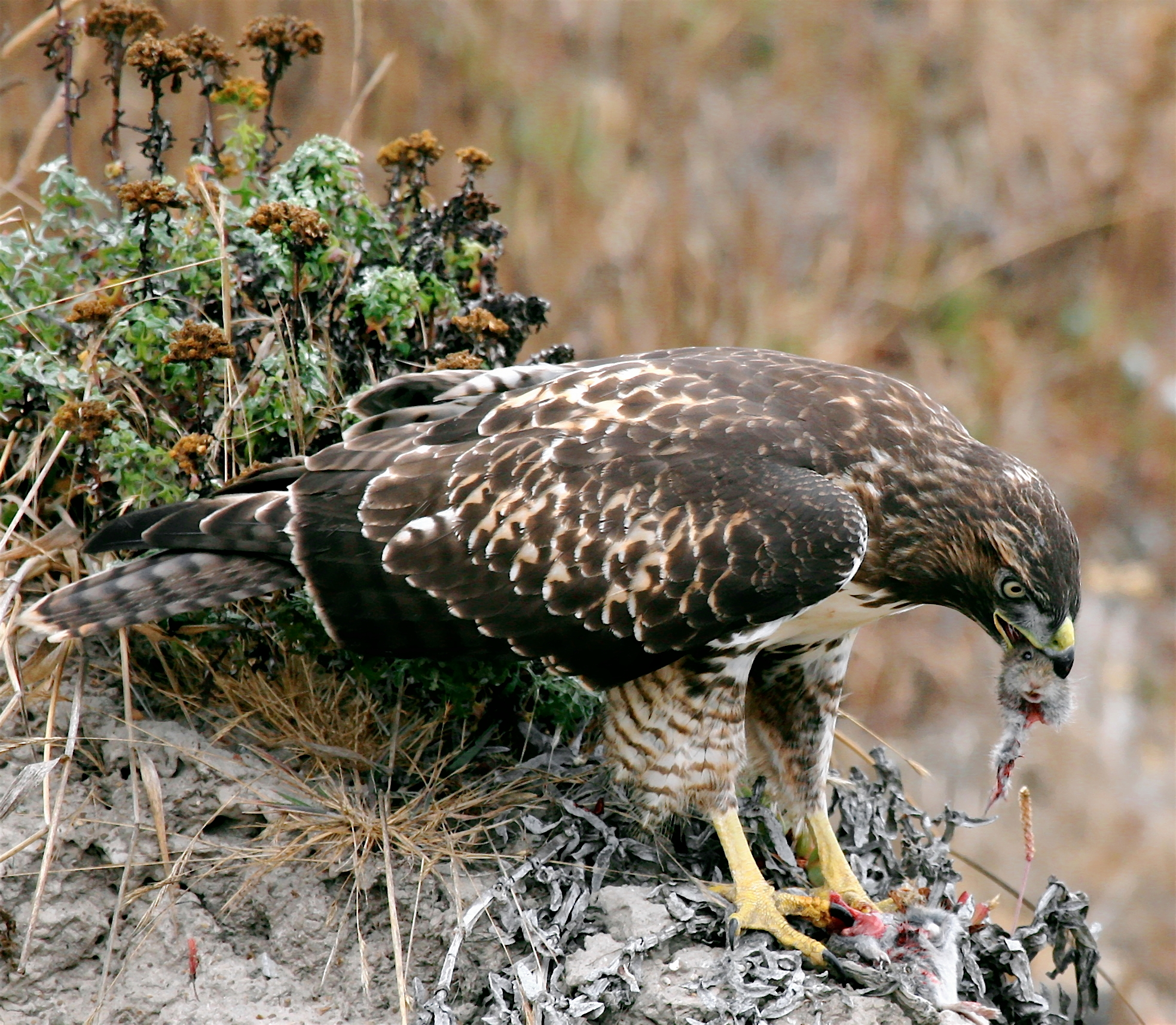
Juvenil comendo uma presa